# FFAS Senior League
Die FFAS National League ist die höchste Fußballliga der Football Federation American Samoa in Amerikanisch-Samoa, welche auf einem Amateur-Level gespielt wird. 

## Geschichte
Die erste Spielzeit der FFAS Senior League wurde im Jahr 1976 ausgetragen.
Im Jahr 2009 wurden die beiden letzten Spieltage und die Play-offs abgesagt, da das einzige verfügbare Spielfeld in der Hauptstadt Pago Pago durch einen Tsunami schwer beschädigt wurde. Im Jahr 2010 wurden daraufhin alle Spiele auf dem Sportplatz des Kananafou Theological Seminary College ausgetragen, da das Stadion in Pago Pago immer noch repariert wurde.
Zur Saison 2016 wurde der Name der Liga in FFAS National League umbenannt.

## Bisherige Sieger
Die bisherigen Sieger der höchsten amerikanisch-samoanischen Spielklasse sind:
| - 1976: Tafuna Jets FC - 1977–1980: unbekannt - 1981: Pago Eagles - 1982: Pago Eagles - 1983: Nuu’uli FC - 1984–1991: unbekannt - 1992: Nuu’uli FC - 1993–1996: unbekannt - 1997: Pago Eagles - 1998: unbekannt - 1999: Konica Machine FC - 2000: PanSa East FC und Wild Wild West (geteilt) - 2001: PanSa East FC - 2002: PanSa East FC - 2003: Manumea - 2004: unbekannt - 2005: PanSa East FC - 2006: Tafuna Jets (7-a-Side Wettbewerb) | - 2007: Konica FC - 2008: Pago Youth - 2009: Black Roses - 2010: Pago Youth - 2011: Pago Youth - 2012: Pago Youth - 2013: FC SKBC - 2014: Utulei Youth - 2015: Utulei Youth - 2016: Pago Youth - 2017: Pago Youth - 2018: Pago Youth - 2019: Pago Youth - 2020: ausgefallen - 2021: Vaiala Tongan - 2022: Ilaoa & To’omata - 2023: Royal Puma - 2024: Pago Youth |